# Leptocerus kchapavarna
Leptocerus kchapavarna är en nattsländeart som beskrevs av Schmid 1987. Leptocerus kchapavarna ingår i släktet Leptocerus och familjen långhornssländor. Inga underarter finns listade i Catalogue of Life.